# 沃多卡奇卡 (若夫特涅維區)
47°7′36″N 32°16′38″E / 47.12667°N 32.27722°E
沃多卡奇卡（烏克蘭語：Водокачка），是烏克蘭南部的村莊，隸屬尼古拉耶夫州的尼古拉耶夫區。該村始建於1917年，面積0.01平方公里，海拔高度51米，2001年人口338，人口密度每平方公里33,800人。